# Melpomeni Çobani
Melpomeni Çobani (nascuda Melpomeni Mihal Çubonja) (Tirana, 6 de juny de 1928 - Tirana, 26 d'octubre de 2016) va ser una actriu albanesa, honorada com Artista del Poble d'Albània. Ha protagonitzat pel·lícules com Tana (1958), Estrada në ekran (Estrada a la pantalla, 1968) i Kapedani (1972).
Durant la Segona Guerra Mundial, per la seva implicació amb la resistència albanesa, va canviar el seu cognom per Çobani, per evitar una detenció imminent de les autoritats alemanyes. Poc després va passar a la clandestinitat i es va unir a les files dels partisans.
Després de finalitzar la Segona Guerra Mundial, va començar a actuar amb un grup teatral d'aficionats de Tirana, mentre treballava a l'establiment Mihal Duri. Hasan Reçi va venir a veure el seu potencial i la va incloure al Teatre Nacional de Tirana. El 1948, se li va oferir un càrrec intern al Teatre Nacional d'Albània amb l'assistència del director Pandi Stillu. Mentrestant, va estudiar durant dos anys a Shkolla i Lartë Dyvjeçare (Escola de batxillerat de dos anys) afiliada al Teatre Nacional. A partir d'aleshores, començaria a obtenir papers més importants, com l'esposa de Qazim Mulleti a la comèdia Prefekti. El 1950 va formar part de l'equip designat per crear el Teatri i Kukullave (Teatre de Titelles) i dos anys més tard Estrada Shtetëroren (Estrada de l'Estat). Pocs anys després deixaria de dividir el seu temps entre espectacles de teatre i titelles i passaria definitivament com a part de l'Estrada. Obtindria els títols «Artista destacada» el 1961 i «Artista del poble» el 1976.
El seu darrer paper va ser el 1996, a la comèdia 8 persona plus (Vuit persones més) amb Agim Qirjaqi com a director. Compta amb més de 300 papers en la seva carrera, inclosos drames, comèdies i pel·lícules.

## Premis
Per la seva participació en la resistència durant la Segona Guerra Mundial:
- Medalla del coratge (Medalje e Trimërisë)
- Medalla del record (Medalje e Kujtimit)

Per la seva activitat artística:
- Artista merescuda (Artiste e Merituar), 1961
- Artista del poble (Artiste e Popullit), 1976